# 小松正昭
小松 正昭（こまつ まさあき、1948年〈昭和23年〉 - ）は、日本の経済学者である。専門は開発金融論、開発経済論、国際協力など。

## 略歴
東京都生まれ。国際基督教大学卒、同大学院行政学修士課程修了。国際開発センター研究員、リーマン・ブラザーズ外国政府ファイナンシャル・アドバイザリー・グループ極東代表を経て、1997年（平成9年）に広島大学大学院国際協力研究科教授、2012年（平成24年）から広島女学院大学国際教養学部教授。このほか財務省外国為替等審議会委員、財務総合政策研究所アジア外縁諸国の経済情勢研究会委員、同アジア経済情勢研究会委員、外務省国際経済・金融システム研究会特別委員、財団法人国際金融情報センターインドネシア研究会委員など歴任。

## 論文・著書
- 「発展途上国の対外債務問題とその対応策 (国際金融不安の現況<焦点>)」『国際問題』273、1982年
- 「インドネシアにおける金融自由化の経験　Special Issue: Financial Liberalization in LDCs and the International Capital Market--Experience of Financial Liberalization in Indonesia」『アジア経済』28(12)、1987年
- 「開発途上国における金融自由化―インドネシアのケース―　Financial Liberalization in Developing Countries―Case of Indonesia」『社會科學討究』33(3)、1988年
- 「持続的経済発展のための金融部門の課題 (インドネシア新長期計画の方向と課題--離陸体制下の経済運営<特集>)」『基金調査季報』80、海外経済協力基金、1994年
- 「発展途上国における金融的発展」『開発経済協力政策の理論的研究』アジア経済研究所、1996年
- 「インドネシア―銀行部門の不良債権問題、金融発展段階の観点から」『金融危機と金融規制』アジア経済研究所、1998年
- 「インドネシア金融部門―金融自由化政策と今日の金融危機の背景」『ASEAN4の金融と財政の歩みー経済発展と通貨危機』大蔵省財政金融研究所、1998年
- 「The Background and Causes of the Current Financial Crisis in Indonesia」『The Deepening Economic Interdependence in the APEC Region』APEC Study Center, Institute of Developing Economies、1998年
- 「Maxwell J.Fry,Emancipating the Banking System and Developing Markets for Government Debt」『アジア経済』39(5)、1998年
- 「インドネシアにおける金融自由化政策の経験」『金融に関する政策支援型協力基礎研究』国際協力事業団、2001年
- 「1990年代インドネシアにおけるマクロ経済政策とその問題点」『日本の政治経済とアジア諸国』国際日本文化研究センター、2003年
- 「インドネシア―金融政策の枠組みと課題 (特集 開発途上国の金融政策レジーム)」『アジ研ワールド・トレンド』9(10)、日本貿易振興機構アジア経済研究所研究支援部、2003年
- 「1990年代インドネシアにおける金融危機の原因と経済政策の問題点 (特集 開発途上国における金融的脆弱性)」『アジ研ワールド・トレンド』13(11)、日本貿易振興機構アジア経済研究所研究支援部、2007年
- 「インドネシアの金融部門の発展と金融政策」『アジアの経済発展と金融システム』東洋経済新報社、2008年
- 「サブプライム・ローン問題下のインドネシア経済 (特集 国際資本移動と東アジア諸国)」『アジ研ワールド・トレンド』15(7)、日本貿易振興機構アジア経済研究所研究支援部、2009年